# Louis Payne
Pour les articles homonymes, voir Payne.

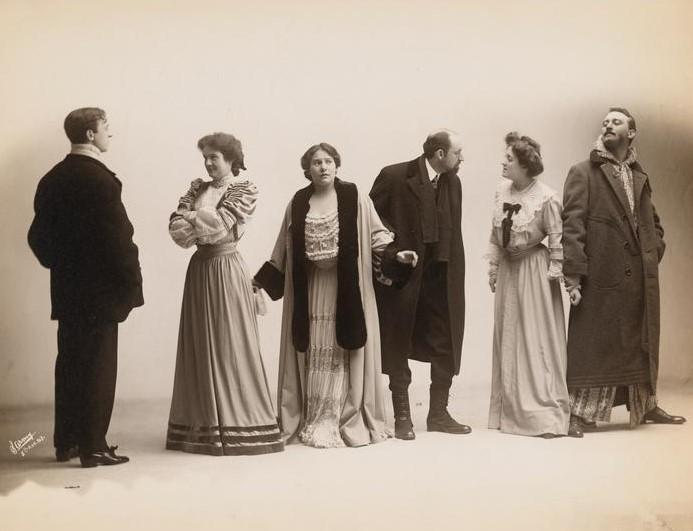
De g. à d. : William Courtenay, Jessie Busley, Margaret Illington, Louis Payne, Dorothy Hammond et Guy Standing, dans Mrs. Leffingwell's Boots (Broadway, 1905)

(William) Louis Payne, né le 13 janvier 1873 en Pennsylvanie (lieu inconnu) et mort le 14 août 1953 à Los Angeles (quartier de Woodland Hills, Californie), est un acteur américain (parfois crédité Lou Payne).

## Biographie
Louis Payne entame sa carrière d'acteur au théâtre et joue notamment à Broadway (New York) entre 1900 et 1906, dans cinq pièces et une comédie musicale inspirée de Charles Dickens (1903) ; citons Mrs. Leffingwell's Boots d'Augustus E. Thomas en 1905, aux côtés de Margaret Illington et Guy Standing.
Au cinéma, il contribue à quarante-sept films américains, dont une vingtaine muets, le premier étant DuBarry (en) d'Edoardo Bencivenga (en) (1915), avec Mme Leslie Carter dans le rôle-titre ; il avait épousé celle-ci (née Caroline Dudley, divorcée de Leslie Carter et connue sous ce nom) en 1906 et en est resté veuf à sa mort en 1937.
Parmi ses films suivants, mentionnons Gagnant quand même de John Ford (1926, avec Janet Gaynor et Leslie Fenton), Big News de Gregory La Cava (1929, avec Robert Armstrong et Carole Lombard), Madame et ses partenaires de Leo McCarey (1930, avec Edmund Lowe et Leila Hyams), Orgueil et Préjugés de Robert Z. Leonard (1940, avec Greer Garson et Laurence Olivier) et L'Intrigante de Saratoga de Sam Wood (1945, avec Ingrid Bergman et Gary Cooper).
Ses deux derniers films sortent en 1951, dont Quo vadis de Mervyn LeRoy (avec Robert Taylor et Deborah Kerr). Il meurt à Woodland Hills deux ans après (en 1953), à 80 ans.

## Théâtre à Broadway (intégrale)
(pièces, sauf mention contraire)
- 1900 : Her majesty, the Girl Queen of Nordenmark de J. I. C. Clarke
- 1901 : Eben Holden d'Edward E. Rose, production de Charles Frohman : Orville Baker
- 1903 : Mr. Pickwick, comédie musicale, musique de Manuel Klein, lyrics de Grant Stewart, livret de Charles Klein, d'après Les Papiers posthumes du Pickwick Club (The Posthumous Papers of the Pickwick Club) de Charles Dickens, mise en scène de George F. Marion : Winkle
- 1904 : Bird Center de Glen MacDonough
- 1905 : Mrs. Leffingwell's Boots d'Augustus E. Thomas, production de Charles Frohman : M. Leffingwell
- 1906 : The Redemption of David Corson de Lottie Blair Parker, d'après le roman éponyme de Charles Frederic Goss

## Filmographie partielle
- 1915 : DuBarry (en) d'Edoardo Bencivenga (en) : Papal Nuncio
- 1924 : Silence sacré (True as Steel) de Rupert Hughes : Jake Leighton
- 1924 : For Sale de George Archainbaud
- 1924 : In Hollywood with Potash and Perlmutter d'Alfred E. Green
- 1925 : Le Capitaine mystère (en) (As Man Desires) d'Irving Cummings : Major Gridley
- 1925 : We Moderns (en) de John Francis Dillon : Sir William Wimple
- 1925 : The Last Edition d'Emory Johnson
- 1925 : The Only Thing de Jack Conway
- 1925 : The Fate of a Flirt de Frank R. Strayer
- 1925 : The Lady Who Lied d'Edwin Carewe
- 1926 : The Blind Goddess de Victor Fleming
- 1926 : Le Prince Gipsy (The Outsider) de Rowland V. Lee : Dr Helmore
- 1926 : Gagnant quand même (The Shamrock Handicap) de John Ford : Sir Miles O'Hara
- 1927 : The Yankee Clipper (en) de Rupert Julian : Lord Huntington
- 1928 : Interférences (Interference) de Lothar Mendes et Roy Pomeroy : Childers
- 1929 : Evangeline d'Edwin Carewe : le gouverneur général
- 1929 : Big News de Gregory La Cava : Hensel
- 1930 : Madame et ses partenaires (Part Time Wife) de Leo McCarey : Deveney, le majordome
- 1930 : Lawful Larceny (en) de Lowell Sherman : Davis
- 1934 : Les Nuits de New York (Now I'll Tell) d'Edwin J. Burke : le majordome
- 1940 : Suzanne et ses idées (Susan and God) de George Cukor : Dave
- 1940 : Orgueil et Préjugés (Pride and Prejudice) de Robert Z. Leonard : M. Phillips
- 1941 : Look Who's Laughing d'Allan Dwan : Harris, le majordome
- 1943 : L'Exubérante Smoky (Government Girl) de Dudley Nichols : un sénateur
- 1944 : La Femme au portrait (The Woman in the Window) de Fritz Lang : un membre du club
- 1944 : La Passion du Docteur Holmes (The Climax) de George Waggner : un homme dans le public
- 1944 : Heavenly Days d'Howard Estabrook : un sénateur
- 1945 : L'Intrigante de Saratoga (Saratoga Trunk) de Sam Wood : Raymond Soule
- 1948 : Jeanne d'Arc (Joan of Arc) de Victor Fleming : Juge Thibault
- 1949 : Le Défi de Lassie (Challenge to Lassie) de Richard Thorpe : un magistrat
- 1951 : Quo vadis de Mervyn LeRoy : un apôtre